# Oakland (Tennessee)
Oakland es un pueblo ubicado en el condado de Fayette en el estado estadounidense de Tennessee. En el Censo de 2010 tenía una población de 6.623 habitantes y una densidad poblacional de 248,58 personas por km².

## Geografía
Oakland se encuentra ubicado en las coordenadas 35°13′32″N 89°32′17″O / 35.22556, -89.53806. Según la Oficina del Censo de los Estados Unidos, Oakland tiene una superficie total de 26.64 km², de la cual 26.56 km² corresponden a tierra firme y (0.32%) 0.09 km² es agua.

## Demografía
Según el censo de 2010, había 6.623 personas residiendo en Oakland. La densidad de población era de 248,58 hab./km². De los 6.623 habitantes, Oakland estaba compuesto por el 83.21% blancos, el 13.65% eran afroamericanos, el 0.23% eran amerindios, el 1% eran asiáticos, el 0% eran isleños del Pacífico, el 1.01% eran de otras razas y el 0.91% pertenecían a dos o más razas. Del total de la población el 2.17% eran hispanos o latinos de cualquier raza.